# Karin Quint
Karin Quint (Rhenen, 29 juli 1976) is een Nederlands schrijfster van romans en reisgidsen. Daarnaast is ze freelance tekstschrijver, journalist en fotograaf.
Ze is auteur van de feelgoodromanserie Landgoed Rosaville waarin de delen Het koetshuis (2021), De theekoepel (2022) en De IJskelder (2023) zijn verschenen. Haar reisgids Het Engeland van Jane Austen, verscheen in het Engels als Jane Austen's England: A Travel Guide.

## Achtergrond
Karin Quint werd geboren in Rhenen en groeide op in Veenendaal. Zij deed het vwo aan het Christelijk Lyceum Veenendaal (CLV) en vertrok in 1994 naar Tilburg, waar zij studeerde aan de Fontys Hogeschool Journalistiek. In 1998 studeerde Quint af in de richting krantenjournalistiek.
Na haar studie werkte Quint als freelancer bij het Gelders Dagblad in Veenendaal en Ede. In 2000 werd zij verslaggever bij het Eindhovens Dagblad. Naast haar werk volgde zij een fotografieopleiding aan de Fotovakschool in Apeldoorn. Na vijf jaar in vaste dienst koos ze voor een zzp-bestaan en begon ze haar eigen tekst- en fotobureau. Als freelancer schreef Quint onder andere voor NRC Next, NRC Handelsblad, Het Financieele Dagblad en ondernemersmagazine Sprout.

## Schrijfcarrière
In 2009 startte Quint JaneAusten.nl, een Nederlandstalige website en community voor liefhebbers van de Engelse schrijfster Jane Austen. De vragen die ze kreeg over het maken van Jane Austen reizen in Engeland, brachten haar op het idee voor het schrijven van Het Engeland van Jane Austen. De reisgids verscheen in 2014 in de Dominicus-reeks van uitgeverij Gottmer. Deze uitgever bracht in 2017 in een beperkte oplage Jane Austen’s England uit. De Britse uitgever ACC Art Books kocht de rechten en in 2019 verscheen Jane Austen’s England – A Travel Guide.
Samen met haar partner Maurice Janssen schreef Quint voor Gottmer ook reisgidsen over Wales (2016) en Schotland (2019).
In 2021 verscheen bij uitgeverij Luitingh-Sijthoff Het koetshuis. Deze roman is het eerste deel van Landgoed Rosaville, een feelgoodserie die zich in verschillende periodes afspeelt op een Nederlands landgoed. In 2022 volgde het tweede deel, De theekoepel, en in 2023 het derde deel, De IJskelder.